# Enicospilus orosii
Enicospilus orosii là một loài tò vò trong họ Ichneumonidae.